# Maurice Krattenmacher
Maurice Maximilian Krattenmacher (* 11. August 2005 in München) ist ein deutscher Fußballspieler. Er steht seit Juli 2025 als Leihspieler des FC Bayern München bei Hertha BSC unter Vertrag.

## Karriere

### Verein
Nach seinen Anfängen in der Jugend des TuS Bad Aibling und des FC Bayern München wechselte Krattenmacher im Januar 2017 in die Jugendabteilung der SpVgg Unterhaching. Nach insgesamt 23 Spielen in der B-Junioren-Bundesliga, in der er in der Saison 2021/22 mit 23 Toren Torschützenkönig wurde und zwei Spielen mit zwei Toren in der A-Junioren-Bundesliga, wurde er im Sommer 2022 in den Kader der ersten Mannschaft in der Regionalliga Bayern aufgenommen. Mit seinem Verein wurde er am Ende der Saison 2022/23 Meister und stieg in die 3. Liga auf. Dort kam er auch zu seinem ersten Einsatz im Profibereich, als er am 5. August 2023, dem 1. Spieltag, beim 1:1-Auswärtsunentschieden gegen den SSV Jahn Regensburg in der 83. Spielminute für Patrick Hobsch eingewechselt wurde. Obwohl er das Interesse verschiedener Vereine auf sich gezogen hatte, blieb er auch in der 3. Liga seinem Verein erhalten.
Im Sommer 2024 verpflichtete der FC Bayern München Krattenmacher und verlieh ihn für die Spielzeit 2024/25 in die 2. Bundesliga an den Aufsteiger SSV Ulm 1846. Unter Thomas Wörle und dessen Nachfolger Robert Lechleiter war Krattenmacher auf Anhieb Stammspieler. Er absolvierte 32 Zweitligaspiele, stand 24-mal in der Startelf und erzielte drei Tore. Die Ulmer stiegen jedoch nach einem Jahr wieder in die 3. Liga ab.
Zum 1. Juni 2025 kehrte Krattenmacher im Hinblick auf die Klub-Weltmeisterschaft 2025 zum FC Bayern zurück. Am Ende des Monats verließ er den Verein ohne Einsatz vor Ende des Turniers und wechselte für die Saison 2025/26 auf Leihbasis zum Zweitligisten Hertha BSC.

### Nationalmannschaft
Krattenmacher bestritt seit Oktober 2021 bis jetzt insgesamt 17 Spiele für die U17, U18 und U19 des DFB, bei denen ihm insgesamt fünf Tore gelangen.

## Erfolge
- Meister der Regionalliga Bayern und Aufstieg in die 3. Liga: 2023
- Torschützenkönig der B-Junioren-Bundesliga Süd/Südwest: 2022